# Élections législatives néo-zélandaises de 1975
Les élections législatives néo-zélandaises de 1975 ont lieu le 29 novembre 1975 pour élire 87 députés de la Chambre des représentants.

## Résultats
|                          |                          |           |       |        |               |
| Parti                    | Parti                    | Voix      | %     | Sièges | +/-           |
|                          | Parti national           | 763 136   | 47,59 | 55     | 23            |
|                          | Parti travailliste       | 634 453   | 39,56 | 32     | 23            |
|                          | Parti du crédit social   | 119 147   | 7,43  | 0      | en stagnation |
|                          | Parti des valeurs        | 83 241    | 5,19  | 0      | en stagnation |
|                          | Indépendants             | 3 756     | 0,23  | 0      | en stagnation |
|                          |                          |           |       |        |               |
| Total                    | Total                    | 1 603 733 | 100   | 87     | en stagnation |
| Abstentions              | Abstentions              | 349 317   | 17,89 |        |               |
| Inscrits / participation | Inscrits / participation | 1 953 050 | 82,11 |        |               |